# غار سالمستان
غار سالمستان در دره‌ای به همین نام واقع در روستای فردو در بخش کهک استان قم واقع شده است.
این غار از نوع طبیعی، افقی و آهکی می‌باشد در فاصله ۸ کیلومتری روستای فردو به سمت شرق می‌باشد.
ورودی این غار با عرض کمتر از یک متر که برای ورود به آن نیازمند تجهیزات مناسب می‌باشد در دره‌ای واقع در ارتفاعات شمالی منطقه فردو واقع است.
این غار از دو طبقه تشکیل شده است.
این غار به تازگی در کارگروه غارشناسی استان قم برای ثبت و حفاظت قرار گرفته است.